# Храмцов, Виктор Михайлович
Ви́ктор Миха́йлович Храмцо́в (15 июля 1934, Полевской, Свердловская область — 1 июля 2010, Санкт-Петербург) — советский военно-морской деятель, вице-адмирал (1988). В 1963 году участвовал в качестве штурмана в походе к Северному полюсу подводной лодки К-181. В 1981—1989 командовал 4-й флотилией подводных лодок ВМФ СССР.

## Биография
Родился 15 июля 1934 года в семье Михаила Ивановича и Марии Антоновны Храмцовых. Михаил Иванович принимал участие в Великой Отечественной войне и погиб в 1943 году на Курской дуге.
В 1949 году окончил школу № 1 города Полевского и поступил в Свердловский горно-металлургический техникум им. И. И. Ползунова. По окончании техникума в 1952 году был направлен в подмосковный город Электросталь, где два года до призыва в армию работал бригадиром на заводе министерства среднего машиностроения. 
В армии с 1954 года. Первые 8 месяцев служил в Ивановском строительном батальоне, впоследствии стал курсантом Военно-морского училища им. М. В. Фрунзе, которое окончил в 1959 году.
В 1959 году Храмцов был назначен командиром рулевой группы БЧ-1 подводной лодки С-283, затем командиром БЧ-1 той же лодки. С 1962 по 1979 год Виктор Михайлович проходил службу в 3-й дивизии 1-й флотилии атомных подводных лодок Северного флота, последовательно прошёл офицерские должности до старшего помощника командира лодки К-52.
С 25 сентября по 4 октября 1963 года будучи штурманом К-181 участвовал в походе к Северному полюсу с последующим (первым для советских подводных лодок) всплытием в этой географической точке. С 1971 по 1973 год Храмцов был командиром АПЛ К-306, в дальнейшем (после окончания Военно-морской академии) назначен командиром 3-й дивизии атомных подводных лодок.
С 1979 по 1981 год Виктор Михайлович был слушателем Академии Генерального штаба ВС СССР, после чего на протяжении 8 лет командовал 4-й флотилией подводных лодок Тихоокеанского флота. В 1985 году контр-адмирал Храмцов был членом комиссии по ликвидации аварии на АПЛ К-431 в бухте Чажма. В 1988 году В. М. Храмцову было присвоено звание вице-адмирала. В 1989 году Виктор Михайлович перешёл на преподавательскую работу в Военно-морскую академию, где был начальником кафедры оперативного искусства.
В августе 1991 года, будучи депутатом Ленгорсовета, пытался объявить о введении чрезвычайного положения от имени ГКЧП, однако был сбит с ног и выпровожен из зала другими депутатами.
Умер 1 июля 2010 года, похоронен рядом с матерью на Южном кладбище Полевского.

## Награды
- Орден Мужества[4]
- Орден Красного Знамени
- Орден «За службу Родине в Вооружённых Силах СССР» II степени (1977)
- Орден «За службу Родине в Вооружённых Силах СССР» III степени (1975)